# Paolo Laurentini

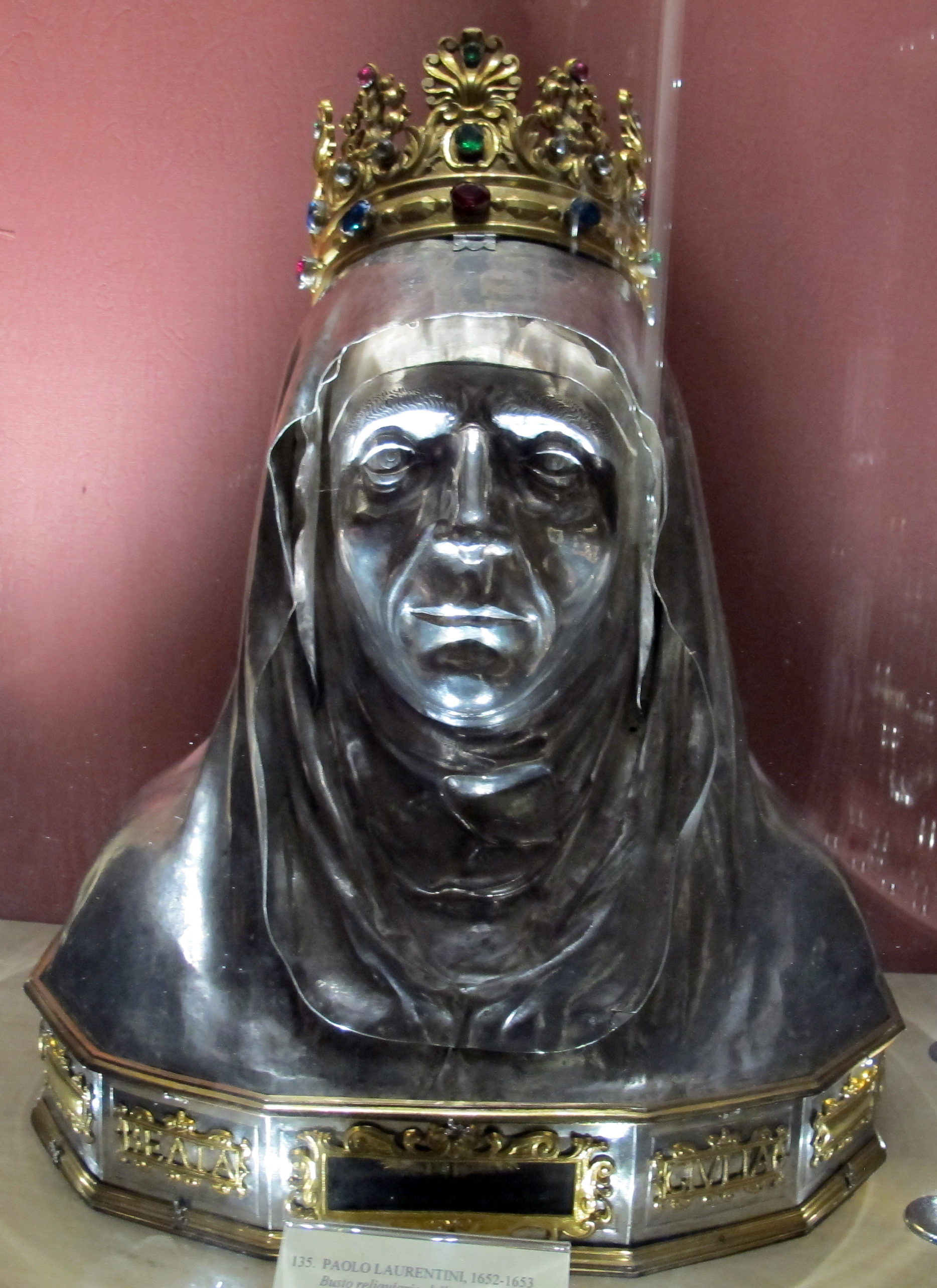
Paolo Laurentini, busto-reliquiario della beata Giulia, in argento, 1652-1653, Museo di arte sacra di Certaldo

Paolo Laurentini (fl. XVII secolo) è stato un orafo italiano, documentabile dal 1606 al 1675.

## Biografia
Immatricolato nel 1620 alla Compagnia di Sant'Eligio degli Orefici di Firenze, dopo l'apprendistato presso il pittore Domenico Cresti. Nel 1624-1627 lavorò per la basilica di San Lorenzo a Firenze e poco dopo eseguì un crocifisso argenteo per il convento di San Marco. Tra il 1636 e il 1642 fu orafo di fiducia dei domenicani di Santa Maria Novella, per i quali eseguì diversi lavori. Dal 1660 fu attivo anche per la certosa del Galluzzo e gli agostiniani di Santo Spirito.